# Pechtón
Pechtón es una localidad del municipio de Larráinzar ubicado en la región de Los Altos del estado mexicano de Chiapas.

## Geografía
La localidad de Pechtón se sitúa en las coordenadas geográficas 16°53′34″N 92°46′53″O / 16.892778, -92.781389, a una elevación de 2,136 metros sobre el nivel del mar.

## Demografía
Según el Censo de Población y Vivienda 2020, efectuado por el Instituto Nacional de Estadística y Geografía, la localidad de Pechtón tiene 128 habitantes, de los cuales 58 son del sexo masculino y 70 del sexo femenino. Su tasa de fecundidad es de 3.67 hijos por mujer y tiene 23 viviendas particulares habitadas.
| Gráfica de evolución demográfica de Pechtón entre 1930 y 2020 |
|                                                               |
| INEGI.                                                        |